# Борхес, Сельсо
Се́льсо Бо́рхес Мо́ра (исп. Celso Borges Mora; род. 27 мая 1988[…], Сан-Хосе[…]) — коста-риканский футболист, полузащитник клуба «Алахуэленсе». Рекордсмен Коста-Рики по количеству матчей за сборную — 163.

## Карьера

### Клубная
Футболом начал заниматься в школе столичной команды «Депортиво Саприсса». В 2006 году главный тренер Эрнан Медфорд перевёл его в основную команду. 15 января того же года дебютировал в национальном чемпионате в игре с «Рамоненсе». Он появился на поле в самом конце матча, выйдя вместо забившего единственный мяч Рональда Гомеса. По итогам года журнал «World Soccer» назвал Сельсо в числе пятидесяти наиболее талантливых молодых футболистов в мире. Вместе с «Саприссой» пять раз становился победителем чемпионата Коста-Рики, а также однажды доходил до финала североамериканского Кубка чемпионов. По итогам сезона 2008 года журналисты признали Борхеса лучшим игроком коста-риканской Примеры. Его игра привлекала внимание многих европейских команд, среди которых был в том числе и английский «Блэкберн Роверс».
17 января 2009 года руководство норвежского «Фредрикстада» объявило о том, что достигло договорённости с Борхесом в том, что летом, по окончании контракта с «Саприссой», он присоединится к их клубу. Однако норвежцы решили выкупить трансфер игрока, и уже в апреле он подписал трёхлетний контракт с клубом. 20 апреля состоялся дебют Сельсо в Типпелиге. На игру с «Викингом» он вышел в стартовом составе, однако на протяжении всех 90 минут ничем отметиться не смог, что не помешало его команде победить. Уже в четвёртой игре он открыл счёт своим голам в Европе. На 78-й минуте домашнего матча с «Тромсё» он удвоил преимущество своей команды, а встреча в итоге завершилась разгромом гостей 3:0. 30 июля «Фредрикстад» стартовал в третьем квалификационном раунде Лиги Европы, в котором встречался с польским «Лехом». Первая встреча завершилась крупным поражением со счётом 1:6, а единственный гол норвежцев забил Борхес. Во втором матче, в котором поляки уступили 1:2, Сельсо не смог принять участия из-за травмы.
По итогам сезона «Фредрикстад» занял 14-е место и был вынужден играть переходные матчи за сохранение прописки в элитном дивизионе с командой «Сарпсборг 08». Представители первого норвежского дивизиона оказались сильнее, победив в полуфинале плей-офф 2:0. За сезон в первом дивизионе Борхес сыграл в общей сложности в 26 играх и забил 14 мячей. Его команда заняла третье место и в переходных встречах сумела завоевать право вернуться в Типпелигу. В первом же матче нового чемпионата с «Олесунном» мяч, забитый Сельсо, принес победу его клубу. По ходу 2011 года к нему проявляли интерес многие команды различных европейских первенств, и он объявил, что продлевать заканчивающийся 31 декабря контракт не намерен.
1 января 2012 года Сельсо Борхес в качестве свободного агента присоединился к шведскому АИКу. Дебютный матч в составе серебряного призёра шведского первенства костариканец сыграл 1 апреля с «Мьельбю». В следующем туре Сельсо принёс своей команде выездную победу над «Кальмаром», отличившись на 90-й минуте встречи.
В январе 2015 года Борхес был взят в аренду испанским «Депортиво Ла-Корунья» до конца сезона с возможностью продления срока ещё на два года. Отметил дебют в Ла Лиге, в матче против «Райо Вальекано» 30 января (2:1), дублем.
В августе 2018 года Борхес за 1,5 евро перешёл в турецкий «Гёзтепе» и подписал с измирским клубом контракт на три года.

### В сборных
Летом 2019 года был вызван в сборную для участия в Золотом кубке КОНКАКАФ. В первом матче в групповом раунде против сборной Никарагуа забил гол на 19-й минуте и вместе с командой добился победы со счётом 4:0.

## Достижения
- Чемпион Коста-Рики (5): 2005/06, 2006/07, 2007/08 (Апертура), 2007/08 (Клаусура), 2008/09 (Апертура)
- Финалист Кубка чемпионов КОНКАКАФ: 2008
- Финалист Центральноамериканского кубка: 2011

## Личная жизнь
Родился в семье Алешандре Гимарайнса и Лини Мора. Его отец в прошлом известный коста-риканский футболист, выступавший за национальную сборную. По завершении игровой карьеры работал тренером, руководил сборной Коста-Рики на чемпионатах мира 2002 и 2006 годов. В настоящее время возглавляет китайский клуб «Тяньцзинь Тэда».

## Голы за сборную
| №  | Дата            | Место                                              | Соперник                 | Счёт | Результат | Турнир                                |
| -- | --------------- | -------------------------------------------------- | ------------------------ | ---- | --------- | ------------------------------------- |
| 1  | 6 сентября 2008 | «Рикардо Саприсса», Сан-Хосе, Коста-Рика           | Суринам                  | 5:0  | 7:0       | Отборочные матчи чемпионата мира 2010 |
| 2  | 12 октября 2008 | «Андре Кампервен», Парамарибо, Суринам             | Суринам                  | 2:0  | 4:0       | Отборочные матчи чемпионата мира 2010 |
| 3  | 3 июня 2009     | «Рикардо Саприсса», Сан-Хосе, Коста-Рика           | США                      | 2:0  | 3:1       | Отборочные матчи чемпионата мира 2010 |
| 4  | 6 июня 2009     | «Дуайт Йорк», Баколет, Тринидад и Тобаго           | Тринидад и Тобаго        | 2:1  | 3:2       | Отборочные матчи чемпионата мира 2010 |
| 5  | 6 июня 2009     | «Дуайт Йорк», Баколет, Тринидад и Тобаго           | Тринидад и Тобаго        | 3:2  | 3:2       | Отборочные матчи чемпионата мира 2010 |
| 6  | 7 июля 2009     | «Коламбус Крю Стэдиум», Коламбус, США              | Ямайка                   | 1:0  | 1:0       | Золотой кубок КОНКАКАФ 2009           |
| 7  | 19 июля 2009    | «Ковбойз Стэдиум», Арлингтон, США                  | Гватемала                | 1:0  | 5:1       | Золотой кубок КОНКАКАФ 2009           |
| 8  | 21 января 2011  | «Роммель Фернандес», Панама, Панама                | Панама                   | 1:0  | 1:1       | Центральноамериканский кубок 2011     |
| 9  | 16 октября 2012 | Национальный стадион, Сан-Хосе, Коста-Рика         | Гайана                   | 6:0  | 7:0       | Отборочные матчи чемпионата мира 2014 |
| 10 | 20 января 2013  | Национальный стадион, Сан-Хосе, Коста-Рика         | Никарагуа                | 2:0  | 2:0       | Центральноамериканский кубок 2013     |
| 11 | 19 июня 2013    | Национальный стадион, Сан-Хосе, Коста-Рика         | Панама                   | 2:0  | 2:0       | Отборочные матчи чемпионата мира 2014 |
| 12 | 14 августа 2013 | Кискея, Санто-Доминго, Доминиканская Республика    | Доминиканская Республика | 1:0  | 4:0       | Товарищеский матч                     |
| 13 | 14 августа 2013 | Кискея, Санто-Доминго, Доминиканская Республика    | Доминиканская Республика | 2:0  | 4:0       | Товарищеский матч                     |
| 14 | 6 сентября 2013 | Национальный стадион, Сан-Хосе, Коста-Рика         | США                      | 2:0  | 3:1       | Отборочные матчи чемпионата мира 2014 |
| 15 | 6 июня 2014     | Пи-пи-эл Парк, Честер, США                         | Ирландия                 | 1:1  | 1:1       | Товарищеский матч                     |
| 16 | 3 сентября 2014 | Роберт Ф. Кеннеди Мемориэл Стэдиум, Вашингтон, США | Никарагуа                | 1:0  | 3:0       | Центральноамериканский кубок 2014     |
| 17 | 7 сентября 2014 | Коттон Боул, Даллас, США                           | Панама                   | 1:2  | 2:2       | Центральноамериканский кубок 2014     |
| 18 | 14 октября 2014 | Сеул Уорлд Кап Стэдиум, Сеул, Республика Корея     | Республика Корея         | 1:0  | 3:1       | Товарищеский матч                     |
| 19 | 14 октября 2014 | Сеул Уорлд Кап Стэдиум, Сеул, Республика Корея     | Республика Корея         | 2:1  | 3:1       | Товарищеский матч                     |
| 20 | 29 марта 2016   | Национальный стадион, Сан-Хосе, Коста-Рика         | Ямайка                   | 1:0  | 3:0       | Отборочные матчи чемпионата мира 2018 |
| 21 | 11 июня 2016    | Эн-ар-джи Стэдиум, Хьюстон, США                    | Колумбия                 | 3:1  | 3:2       | Кубок Америки 2016                    |
| 22 | 17 июня 2019    | Национальный стадион, Сан-Хосе, Коста-Рика         | Никарагуа                | 2:0  | 4:0       | Золотой кубок КОНКАКАФ 2019           |
| 23 | 7 сентября 2019 | Национальный стадион, Сан-Хосе, Коста-Рика         | Уругвай                  | 1:1  | 1:2       | Товарищеский матч                     |